# Simon Dörffler
Simon Dörffler, född omkring 1629, död 16 juli 1693 i Warszawa, var en tysk-svensk diplomat.
Simon Dörfflers ursprung är okänt. Ett av hans första uppdrag med svensk beröring var en tjänst hos Sigismund Gyllenstierna i Danzig, 1666–1667 var han privatsekreterare åt Anders Lilliehöök under dennes beskickning till Polen. Han utsågs därefter till kommissionssekreterare i Polen med uppgift att rapportera till Sverige om polska förhållanden. Breven skickades huvudsakligen till kungen och rikskanslern Magnus Gabriel De la Gardie. 1669 var han sekreterare vid Clas Totts ambassad till Polen. 1677 erhöll han ställning som resident i Polen och erhöll hovråds titel. Han förblev i svensk tjänst fram till sin död.